# The Midnighters Sing Their Hits
The Midnighters Sing Their Hits è un album del gruppo dei The Midnighters, pubblicato dalla Federal Records nel 1954. Il disco (che raccoglie brani pubblicati in precedenza solo come singoli nei primi anni cinquanta) in seguito fu ripubblicato nel 1957 (e nel 1958) con il titolo di Their Greatest Hits con quattro brani aggiunti rispetto all'album del 1954.

## Tracce
Lato A
1. Work with Me Annie – 2:50 (Henry Ballard) – Pubblicato nel 1954 come singolo (lato B Until I Die, Federal 12169)
2. Moonrise – 2:48 (Alonzo Tucker) – Pubblicato nel 1954 come singolo (lato A She's the One, Federal 12205)
3. Sexy Ways – 2:30 (Henry Ballard) – Pubblicato nel 1954 come singolo (lato B Don't Say Your Last Goodbye, Federal 12185)
4. Get It – 2:13 (Alonzo Tucker, Henry Ballard) – Pubblicato nel 1953 come singolo (lato B No It Ain't, Federal 12133)

Durata totale: 10:21
Lato B
1. Annie Had a Baby – 2:41 (Henry Glover, Lois Mann (Syd Nathan)) – Pubblicato nel 1954 come singolo (lato B She's the One, Federal 12195)
2. She's the One – 2:13 (Henry Ballard) – Pubblicato nel 1954 come singolo (lato A Annie Had a Baby, Federal 12195)
3. Annie's Aunt Fannie – 2:49 (Lois Mann, Hank Ballard, Ralph Bass, Ardra Woods) – Pubblicato nel 1954 come singolo (lato B Crazy Loving, Federal 12200)
4. Crazy Loving (Stay with Me) – 3:05 (Henry Ballard) – Pubblicato nel 1954 come singolo (lato A Annie's Aunt Fannie, Federal 12200)

Durata totale: 10:48
Edizione LP del 1957 dal titolo Their Greatest Hits, pubblicato dalla Federal Records nel 1957
Lato A
1. Work with Me Annie – 2:50 (Henry Ballard)
2. Moonrise – 2:48 (Alonzo Tucker)
3. Sexy Ways – 2:30 (Henry Ballard)
4. Get It – 2:13 (Alonzo Tucker, Henry Ballard)
5. Switchie Witchie Titchie – 2:29 (Henry Ballard)
6. It's Love Baby (24 Hours a Day) – 2:52 (Ted Jarrett)

Durata totale: 15:42
Lato B
1. Annie Had a Baby – 2:41 (Henry Glover, Lois Mann)
2. She's the One – 2:13 (Henry Ballard)
3. Annie's Aunt Fannie – 2:50 (Mann, Ballard, Ralph Bass, Ardra Woods)
4. Crazy Loving (Stay with Me) – 3:05 (Henry Ballard)
5. Henry's Got Flat Feet – 2:42 (Henry Glover, Lois Mann)
6. Tore Up Over You – 2:48 (Henry Ballard)

Durata totale: 16:19

## Formazione
- Hank Ballard - voce solista
- Charles Sutton - voce, accompagnamento vocale
- Henry Booth - voce, accompagnamento vocale
- Alonzo Tucker (sostituito all'inizio del 1954 da Arthur Porter) - chitarra, accompagnamento vocale
- Arthur Porter (sostituito nel 1954 da Cal Green) - chitarra, accompagnamento vocale
- Cal Green - chitarra, accompagnamento vocale
- Sonny Woods (sostituito in seguito da Norman Thrasher) - voce, accompagnamento vocale
- Norman Trasher - voce, accompagnamento vocale